# Aponogeton fotianus
Aponogeton fotianus är en enhjärtbladig växtart som beskrevs av Jean Raynal. Aponogeton fotianus ingår i släktet Aponogeton och familjen Aponogetonaceae. Inga underarter finns listade.